# Per Siesbye
Per Henrik Siesbye (født 9. maj 1939 i København, død 1. september 2015 smst.) var en dansk springrytter og finansmand.
Siesbye, der drev sit eget finansielle rådgivningsfirma, blev i 2011 erklæret personligt konkurs af Nykredit Bank. Her kom det frem, at han skyldte Nykredit Bank og Jyske Bank mellem 50 og 100 millioner kroner - idet han efter anbefaling af sin mangeårige bankforbindelse investerede i bankens anbefalede tyske ejendomsportefølje.[kilde mangler] Porteføljen har efterfølgende finanskrisen vist sig at være lukrativ for banken.[kilde mangler] Konkursen kom i kølvandet på, at Per Siesbye blev hyret af Amagerbanken til at finde en investor, der kunne redde banken. Det lykkedes Per Siesbye at finde en investor i omtalte sag.[kilde mangler]
Som springrytter vandt han seks danmarksmesterskaber i løbet af sin karriere, der alene var en hobby. Han vandt i årene 1963, 1967, 1968, 1969, 1971 og 1978. Derudover var han sammen med blandt andre Christian Kjær med på Sportsrideklubbens 2.hold, der vandt det danske holdmesterskab i ridebanespringning i 1964.
Per Siesby er begravet ved Grønholt Kirke.